# Francisco Javier Oliver
Francisco Javier Oliver (Santa Fe, Provincia de Santa Fe, Argentina; 30 de mayo de 1995) es un futbolista argentino. Juega como defensor y su primer equipo fue Libertad de Sunchales. Actualmente milita en Curicó Unido de la Primera B de Chile.

## Trayectoria
Se inició en las divisiones inferiores del Club Atlético Rafaela. En el equipo rafaelino integró el banco del primer equipo pero no llega a debutar en Primera.
Sin lugar en el equipo rafaelino, a principios del 2016 se incorpora a Libertad Sunchales para disputar el Torneo Federal A, tercera división del fútbol argentino. 
El 7 de febrero de 2016 debuta en un partido contra Sportivo Las Parejas que finaliza en empate. El equipo tuvo un gran rendimiento llegando a la semifinal del certamen, quedando eliminado con San Martin de Tucumán, equipo que se coronaría campeón del torneo.
Las actuaciones destacadas en el equipo de Sunchales llamaron la atención de Diego Cagna, DT de San Martín (T). Se incorpora al conjunto ciruja para disputar la temporada 2016/17 de la Primera B Nacional. Permanece dos años en el club tucumano, obteniendo el ascenso a Primera División en el año 2018.
Para la temporada 2018/2019 llega a Santamarina de Tandil. En esta temporada marca sus primer gol en primera frente a Atlético Rafaela y juega 22 partidos como titular.
A mitad del 2019 firma con el Deportivo Morón.
En octubre del 2020, luego del receso por la pandemia de Covid 19, se suma a Sarmiento. Con el Verde logra su segundo ascenso a Primera División, luego de ganarle la final a Estudiantes de Rio Cuarto por penales en el estadio 15 de Abril, ingresando en el segundo tiempo.
En febrero de 2021 se incorporó al Tigre.
Posteriormente fichó por Curicó Unido para afrontar la temporada de la Liga de Ascenso chilena 2025.

## Clubes
| Club                  | País      | Año           |
| --------------------- | --------- | ------------- |
| Libertad de Sunchales | Argentina | 2016          |
| San Martín (T)        | Argentina | 2016-2018     |
| Santamarina           | Argentina | 2018-2019     |
| Deportivo Morón       | Argentina | 2019-2020     |
| Sarmiento (J)         | Argentina | 2020-2021     |
| Tigre                 | Argentina | 2021          |
| Belgrano              | Argentina | 2022-2023     |
| Atlético de Rafaela   | Argentina | 2024          |
| Curicó Unido          | Chile     | 2025-presente |

## Palmarés

### Campeonatos nacionales
| Título           | Club     | País      | Año  |
| ---------------- | -------- | --------- | ---- |
| Primera Nacional | Belgrano | Argentina | 2022 |

### Otros logros
| Título                     | Club           | País      | Año  |
| -------------------------- | -------------- | --------- | ---- |
| Ascenso a Primera División | San Martín (T) | Argentina | 2018 |
| Ascenso a Primera División | Sarmiento      | Argentina | 2020 |
| Ascenso a Primera División | Tigre          | Argentina | 2021 |